# Frickingen (Dischingen)
Frickingen mit den Weilern Katzenstein und Iggenhausen ist ein Ortsteil der Gemeinde Dischingen im Landkreis Heidenheim. Bis 1974 war Frickingen eine eigenständige Gemeinde.

## Lage und Verkehrsanbindung
Frickingen liegt nordöstlich des Kerns von Dischingen an der Kreisstraße K 3034.
Der Ort liegt auf dem Härtsfeld, einer Hochfläche im Osten der Schwäbischen Alb.

## Bevölkerungsentwicklung
| Jahr      | 1852 | 1880 | 1900 | 1910 | 1925 | 1939 | 1950 | 1961 | 1970 | 2017 | 2019 | 2020 | 2021 |
| Einwohner | 569  | 478  | 467  | 435  | 465  | 405  | 545  | 479  | 482  | 487  | 489  | 490  | 493  |

## Geschichte
Nur wenige Meter östlich des Dorfes verlief eine Römerstraße, die die römischen Siedlungen in Faimingen (Phoebiana) und Oberdorf (Opia) verband.
Frickingen wurde das erste Mal im 9. Jahrhundert als „Frideruchingen“ erwähnt, um 1140 als „Fridechingen“. Der Name könnte von einem alamannischen Sippenführer namens Friederich oder ähnlich herrühren. Im 8. und 9. Jahrhundert hatte das Kloster Fulda dort Besitz. Zwei Frickinger Höfe wurden 1144 durch die Herren von Frohnhofen dem Kloster Berchtesgaden geschenkt. Später kam Frickingen an die Grafen von Oettingen. Auch das Kloster Kirchheim hatte Untertanen in Frickingen und das Kloster Christgarten besaß eine Gült.
Eine abgegangene Ortschaft auf der Frickinger Gemarkung ist Distelweiler, heute nicht mehr genau lokalisierbar.

## Sehenswürdigkeiten

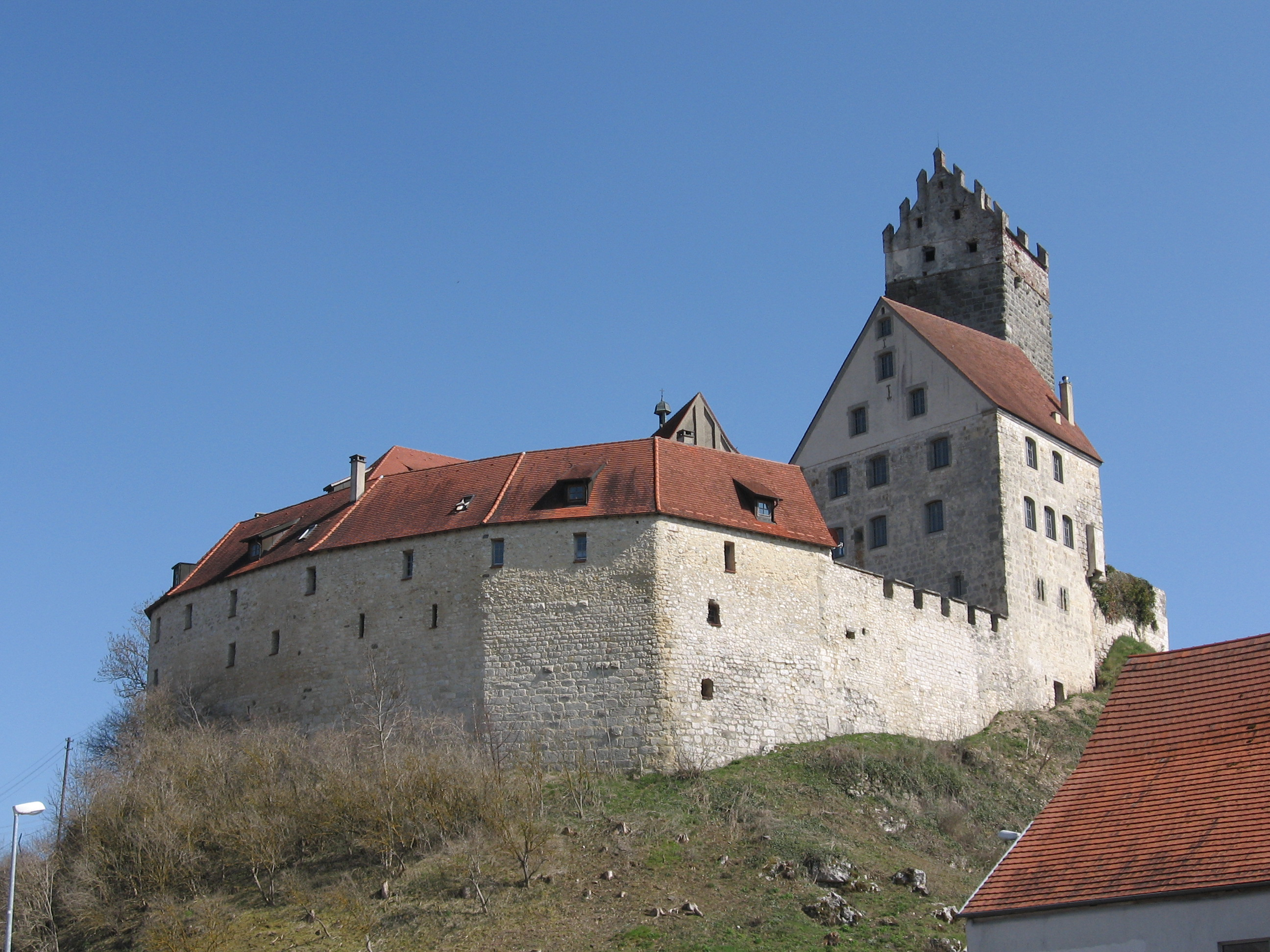
Burg Katzenstein

- im Teilort Katzenstein die Burg Katzenstein

## Wappen
Blasonierung: In von Rot und Silber gespaltenem Schild ein Rochen in verwechselten Farben.